# Loredan Popa
Loredan Popa es un deportista rumano que compitió en piragüismo en la modalidad de aguas tranquilas. Ganó 5 medallas en el Campeonato Mundial de Piragüismo entre los años 2005 y 2007, y 3 medallas en el Campeonato Europeo de Piragüismo entre los años 2005 y 2006.

## Palmarés internacional
| Campeonato Mundial | Campeonato Mundial       | Campeonato Mundial | Campeonato Mundial |
| Año                | Lugar                    | Medalla            | Competición        |
| ------------------ | ------------------------ | ------------------ | ------------------ |
| 2005               | Zagreb (Croacia)         | Medalla de oro     | C4 500 m           |
| 2005               | Zagreb (Croacia)         | Medalla de plata   | C4 1000 m          |
| 2006               | Szeged (Hungría)         | Medalla de bronce  | C4 500 m           |
| 2007               | Duisburgo (Alemania)     | Medalla de oro     | C4 1000 m          |
| 2007               | Duisburgo (Alemania)     | Medalla de bronce  | C4 500 m           |
| Campeonato Europeo |                          |                    |                    |
| Año                | Lugar                    | Medalla            | Competición        |
| 2005               | Poznań (Polonia)         | Medalla de oro     | C4 500 m           |
| 2005               | Poznań (Polonia)         | Medalla de bronce  | C4 1000 m          |
| 2006               | Račice (República Checa) | Medalla de oro     | C4 500 m           |